# Perry (Geórgia)
Perry é uma cidade localizada no estado americano de Geórgia, no Condado de Houston e Condado de Peach.

## Demografia
Segundo o censo americano de 2000, a sua população era de 9602 habitantes.
Em 2006, foi estimada uma população de 11.340, um aumento de 1738 (18.1%).

## Geografia
De acordo com o United States Census Bureau tem uma área de 42,5 km², dos quais 42,5 km² cobertos por terra e 0,0 km² cobertos por água.

## Localidades na vizinhança
O diagrama seguinte representa as localidades num raio de 24 km ao redor de Perry.